# NGC 4441
NGC 4441 este o galaxie lenticulară situată în constelația Dragonul. A fost descoperită în 20 martie 1790 de către William Herschel. Se află la o distanță de 19,32 megaparseci de Pământ.